# انتفاضة الخبز (1977)

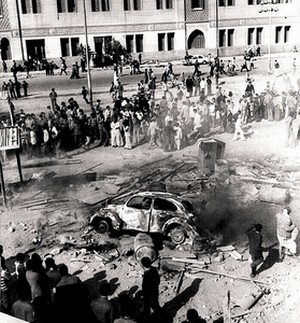
حرائق في العاصمة عام 1977

انتفاضة الخبز هي مظاهرات وأعمال شغب شعبية ضد الغلاء، جرت في أيام 18 و19 يناير 1977 في عدة مدن مصرية رفضا لمشروع ميزانية يرفع الأسعار للعديد من المواد الاساسية، حيث ألقى الدكتور عبد المنعم القيسوني، نائب رئيس الوزراء للشؤون المالية والاقتصادية خطاب أمام مجلس الشعب في 17 يناير 1977 بخصوص مشروع الميزانية لذلك العام، أعلن فيه إجراءات تقشفية لتخفيض العجز، وربط هذا بضرورة الاتفاق مع صندوق النقد الدولي والبنك الدولي لتدبير الموارد المالية الإضافية اللازمة.
كان رد فعل الشارع على الزيادات أن الناس خرجت للشوارع حتى استجابت الحكومة وتراجعت عن زيادة الأسعار. أطلق الرئيس المصري أنور السادات عليها اسم «ثورة الحرامية» وخرج الإعلام الرسمي يتحدث عن «مخطط شيوعي لإحداث بلبلة واضطرابات في مصر وقلب نظام الحكم» وتم القبض على عدد كبير من النشطاء السياسيين من اليساريين قبل أن تصدر المحكمة حكمها بتبرئتهم.

## بداية الأحداث
قبل انتفاضة الخبز عام 1977، قامت قطاعات عمالية كثيرة بإضرابات وانتفاضات في عامي 75 و 76 فقد كان شعب مصر يحلم بالرخاء الاقتصادي الذي وعد به أنور السادات بعد حرب 73 وتحوله من الإشتراكية للرأسمالية وتقرّبه من الولايات المتحدة الأمريكية إلا أنه في يوم 17 يناير 1977 أعلن نائب رئيس الوزراء للشئون المالية والاقتصادية الدكتور عبد المنعم القيسوني في بيان له أمام مجلس الشعب مجموعة من القرارات الاقتصادية منها رفع الدعم عن مجموعة من السلع الأساسية وبذلك رفع أسعار الخبز والسكر والشاي والأرز والزيت والبنزين و25 سلعة أخرى من السلع الهامة في حياة المواطن البسيط، وكانت الإجراءات تشتمل على تخفيض الدعم للحاجات الأساسية بصورة ترفع سعر الخبز بنسبة 50% والسكر 25% والشاي 35% وكذلك بعض السلع الأخرى ومنها الأرز وزيت الطهي والبنزين والسجائر.
بدأت الانتفاضة بعدد من التجمعات العمالية الكبيرة في منطقة حلوان بالقاهرة في شركة مصر حلوان للغزل والنسيج والمصانع الحربية وفي مصانع الغزل والنسيج في شبرا الخيمة وعمال شركة الترسانة البحرية في منطقة المكس بالإسكندرية وبدأ العمال يتجمعون ويعلنون رفضهم للقرارات الاقتصادية وخرجوا إلى الشوارع في مظاهرات حاشدة تهتف ضد الجوع والفقر وبسقوط الحكومة والنظام رافعة شعارات منها:
ياحاكمنا في عابدين فين الحق وفين الدين

سيد مرعى يا سيد بيه كيلو اللحمة بقى بجنيه

عبد الناصر ياما قال خللوا بالكم م العمال

هو بيلبس آخر موضة واحنا بنسكن عشرة ف أوضة

بالطول بالعرض حنجيب ممدوح الأرض

## تطورات الانتفاضة الشعبية
بدأت نفس المظاهرات في الجامعات وانضم الطلاب للعمال ومعهم الموظفين والكثير من فئات الشعب المصري في الشوارع والميادين القاهرة والمحافظات يهتفون ضد النظام والقرارات الاقتصادية وحدثت مظاهر عنف منها حرق أقسام الشرطة وأبنية الخدمات العامة ومنها أقسام الشرطة (الأزبكية والسيدة زينب والدرب الأحمر وقسم شرطة إمبابة والساحل وحتى مديرية أمن القاهرة)، واستراحات الرئاسة بطول مصر من أسوان حتى مرسى مطروح واستراحة الرئيس بأسوان، ووصل الهجوم إلى بيت المحافظ بالمنصورة وتم نهب أثاثه وحرقه، ونزل إلى الشارع عناصر اليسار بكافة أطيافه رافعين شعارات الحركة الطلابية، واستمرت هذه المظاهرات حتى وقت متأخر من الليل مع عنف شديد من قوات الأمن وتم القبض على مئات المتظاهرين وعشرات النشطاء اليساريين.

## إخماد الانتفاضة
استمرت الانتفاضة يومي 18 و 19 يناير وفي 19 يناير خرجت الصحف الثلاثة الكبرى في مصر تتحدث عن مخطط شيوعي لإحداث بلبلة واضطرابات في مصر وقلب نظام الحكم وقامت الشرطة بإلقاء القبض على الكثير من النشطاء وزاد العنف في ذلك اليوم ثم أُعلن في نشرة أخبار الثانية والنصف عن إلغاء القرارات الاقتصادية ونزل الجيش المصري لمنع المظاهرات وأُعلنت حالة الطوارئ وحظر التجول من السادسة مساء حتى السادسة صباحا. وتم زج الآلاف في السجون المصرية بتهم المشاركة بأحداث الشغب أو الانتماء لتنظيم شيوعي (ضمت القائمة أربعة تنظيمات)، وكان من ضمن المعتقلين عددا كبيرا من رجال القانون والمحاماة والكتاب والفنانين، وتوزعو على سجون طرة وسجن الإستئناف (باب الخلق) وسجن أبو زعبل.